# Hautacam

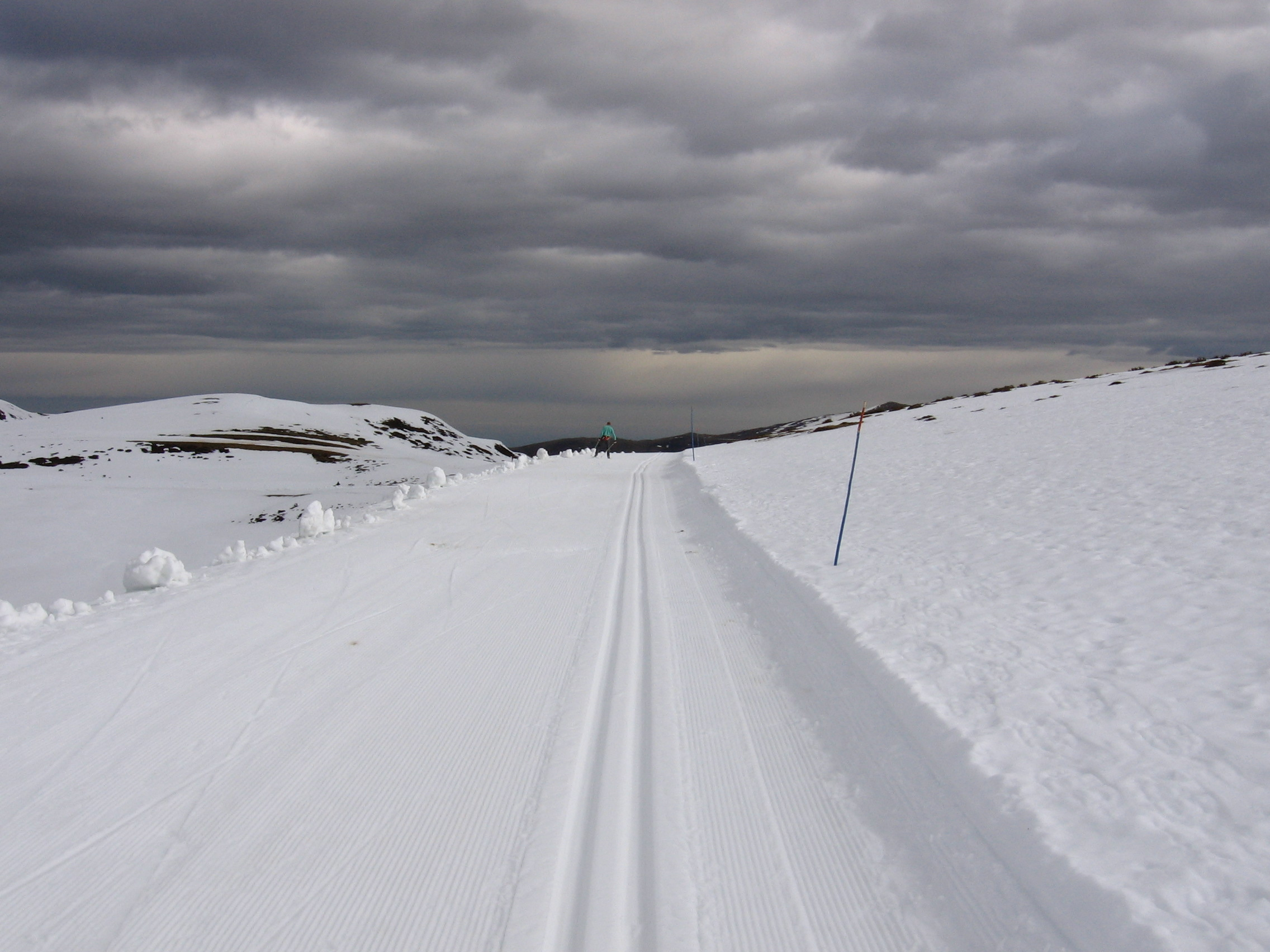
Trať pro běžecké lyžování v Hautakamu.

Hautacam je lyžařské středisko ve francouzských Pyrenejích. Nachází se poblíž Lurd v regionu Midi-Pyrénées, départementu Hautes-Pyrénées. Celkem nabízí ke sportovnímu vyžití 26 km sjezdových a 15 km běžeckých tratí.

## Tour de France
Tour de France poprvé zavítala do Hautakamu v roce 1994. Závod tudy projel také v letech 1996, 2000 a zatím naposledy v roce 2025.
Stoupání mezi Lurdami a Hautakamem (1 635 m n. m.) je dlouhé 17,3 kilometrů, s průměrným sklonem 6.8 %. Závodníky tak čeká převýšení bezmála 1 200 m.

### Přehled vítězů
| Ročník | Etapa | Vítěz            |
| ------ | ----- | ---------------- |
| 1994   | 11.   | Luc Leblanc      |
| 1996   | 16.   | Bjarne Riis      |
| 2000   | 9.    | Javier Otxoa     |
| 2008   | 10.   | Juan José Cobo   |
| 2014   | 18.   | Vincenzo Nibali  |
| 2022   | 18.   | Jonas Vingegaard |
| 2025   | 12.   | Tadej Pogačar    |